# August zu Eulenburg

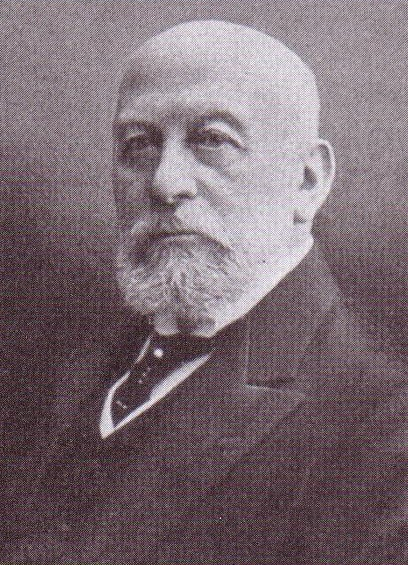
August zu Eulenburg

August Ludwig Traugott Botho comte zu Eulenburg (né le 22 octobre 1838 à Königsberg et mort le 16 juin 1921 à Berlin) est un général d'infanterie prussien et ministre prussien de la Maison royale.

## Famille
August est issu de la famille noble de Haute-Saxe (de) zu Eulenburg (de). Il est le fils de Botho Heinrich zu Eulenburg et de sa femme Thérèse, née comtesse Dönhoff. Le ministre-président prussien Botho zu Eulenburg est son frère aîné.

## Biographie
Après avoir le lycée de Marienwerder (de), Eulenburg s'engage le 1er novembre 1856 comme grenadier dans le 1er régiment à pied de la Garde de l'armée prussienne où il est promu au rang de sous-lieutenant en avril 1858. Entre 1860 et 1862, il participe comme attaché à l'expédition d'Asie de l'Est sous les ordres de Friedrich Albrecht zu Eulenburg. Après son retour en 1865, il devient adjudant personnel du prince héritier et futur empereur Frédéric III. En 1868, Eulenburg est nommé maréchal de la cour. Il est également membre de la Commission générale de l'Ordre de 1879 à 1890. Entre 1883 et 1914, il est le chef des cérémonies. De plus, entre 1890 et 1914, Eulenburg est Oberhof et maréchal de la maison de Guillaume II. Il prend sa retraite du service militaire actif en tant que colonel en 1889, mais est promu major général en 1891, lieutenant général en 1895 et en octobre 1904 promu à la suite General der Infanterie. Entre 1907 et 1918, Eulenburg est ministre prussien de la Maison royale ainsi que député de la Chambre des seigneurs de Prusse.
Après la Révolution de novembre, il est plénipotentiaire de la maison des Hohenzollern jusqu'à sa mort.
August zu Eulenburg est mort à Berlin en 1921 à l'âge de 82 ans. Sa tombe est au cimetière de la Trinité I à Berlin-Kreuzberg. Il y repose aux côtés de sa femme Hedwig "Hedda" Adelaide Hermine, née von Witzleben (de) (1843–1928), fille de Friedrich von Witzleben (de). La double tombe de leurs fils Botho (1866-1880) et Victor zu Eulenburg (1870-1908) et la tombe du frère aîné d'August, Botho (1831-1912) sont également à proximité.

## Honneurs
- Ordre de l'Aigle noir avec chaîne en brillants
- Grand-Croix de l'Ordre de l'Aigle rouge avec des épées sur l'anneau
- Grand Commandeur de l'Ordre de la Maison Royale de Hohenzollern
- Ordre de la Fidélité
- Grand-Croix de l'Ordre de Philippe le Magnanime (18 février 1878)[2]
- Couronne de Grand-Croix de l'Ordre de Philippe le Magnanime (24 mai 1888)[3]
- Chevalier de l'Ordre de Saint-Hubert
- Grand-Croix de l'Ordre de la Couronne de Wurtemberg (1892)[4]
- Grand-Croix de l'Ordre du Lion de Zaeringen
- Ordre de la Couronne de Wende
- Grand-croix de l'ordre autrichien de Léopold
- Chevalier de l'ordre de l'Éléphant
- Ordre de Dannebrog
- Membre de la Légion d'Honneur
- Ordre de Saint-Olaf
- Ordre de Saint-Étienne
- Grand-croix de l'Étoile de Roumanie
- Ordre du Médjidié
- Citoyen d'honneur de Potsdam